# Lý Thị Phương
Lý Thị Phương (sinh 1961) là đại biểu Quốc hội Việt Nam khóa X. Bà thuộc đoàn đại biểu Hà Giang.
Tên thường gọi: Lý Thị Phương
Ngày sinh: 22/11/1961
Giới tính: Nữ
Dân tộc: Pà Thẻn
Tôn giáo: Không
Quê quán: Xã Tân Trịnh, huyện Bắc Quang, Hà Giang
Nghề nghiệp, chức vụ: Ủy viên UBMTTQ tỉnh Hà Giang, Ủy viên Hội đồng Dân tộc của Quốc hội
Nơi làm việc: UBMTTQ tỉnh Hà Giang
Nơi ứng cử: Hà Giang
Đại biểu Quốc hội khoá: X
Đại biểu chuyên trách: Không
Đại biểu Hội đồng Nhân dân: Không